# Anton Friedrich Büsching
Anton Friedrich Büsching (ur. 27 września 1724 w Stadthagen, zm. 28 maja 1793 w Berlinie) – niemiecki geograf, przyczynił się w znaczącym stopniu do rozwoju tej nauki w II poł. XVIII w., był także teologiem i pedagogiem.
W 1744 rozpoczął studia luterańskiej teologii na uniwersytecie w Halle, kończąc je w 1747. Podjął pracę nauczyciela, następnie podróżował do Petersburga i Kopenhagi. W 1754 został profesorem filozofii na uniwersytecie w Getyndze. W 1760 r. objął posadę pastora w kościele luterańskim w Petersburgu. W 1766 mianowany dyrektorem gimnazjum i urzędnikiem ds szkolnych w Berlinie, gdzie opracował reformę szkolną.
Opracował i wydał w latach 1754–1792 Neue Erdebeschreibung – monograficzne, 11-częściowe kompendium geograficzne różnych rejonów świata z zebranymi przezeń danymi głównie polityczno – statystycznymi na temat tych rejonów. Opracowanie miało objąć cały świat, jednak autor zdołał opisać tylko Europę i część Azji. Pozycja ta w XVIII w. była tłumaczona na wiele języków, w tym część poświęcona Rzeczypospolitej przełożono na język polski i wydano w 1768 r. pod tytułem: „Geografia Krolestwa Polskiego y Wielkiego Xięstwa Litewskiego”.
W 1767 r. założył czasopismo geograficzne Magazin für Historiographie und Geographie, wydając je do swojej śmierci.
Ojciec profesora archeologii i literatury niemieckiej Johanna Gustava Gottlieba Büschinga.